# Liste der kosovarischen Auslandsvertretungen

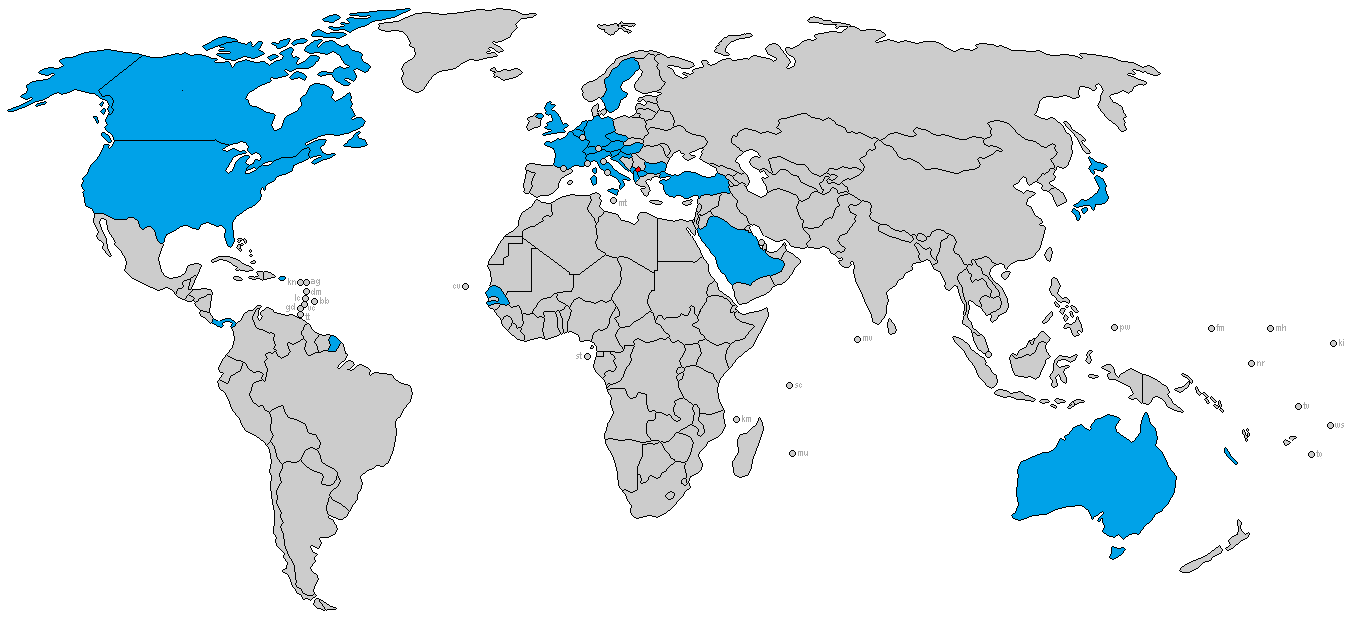
Standorte der Auslandsvertretungen der Republik Kosovo

Dies ist eine Liste der diplomatischen und konsularischen Vertretungen des Kosovo.

## Diplomatische und konsularische Vertretungen

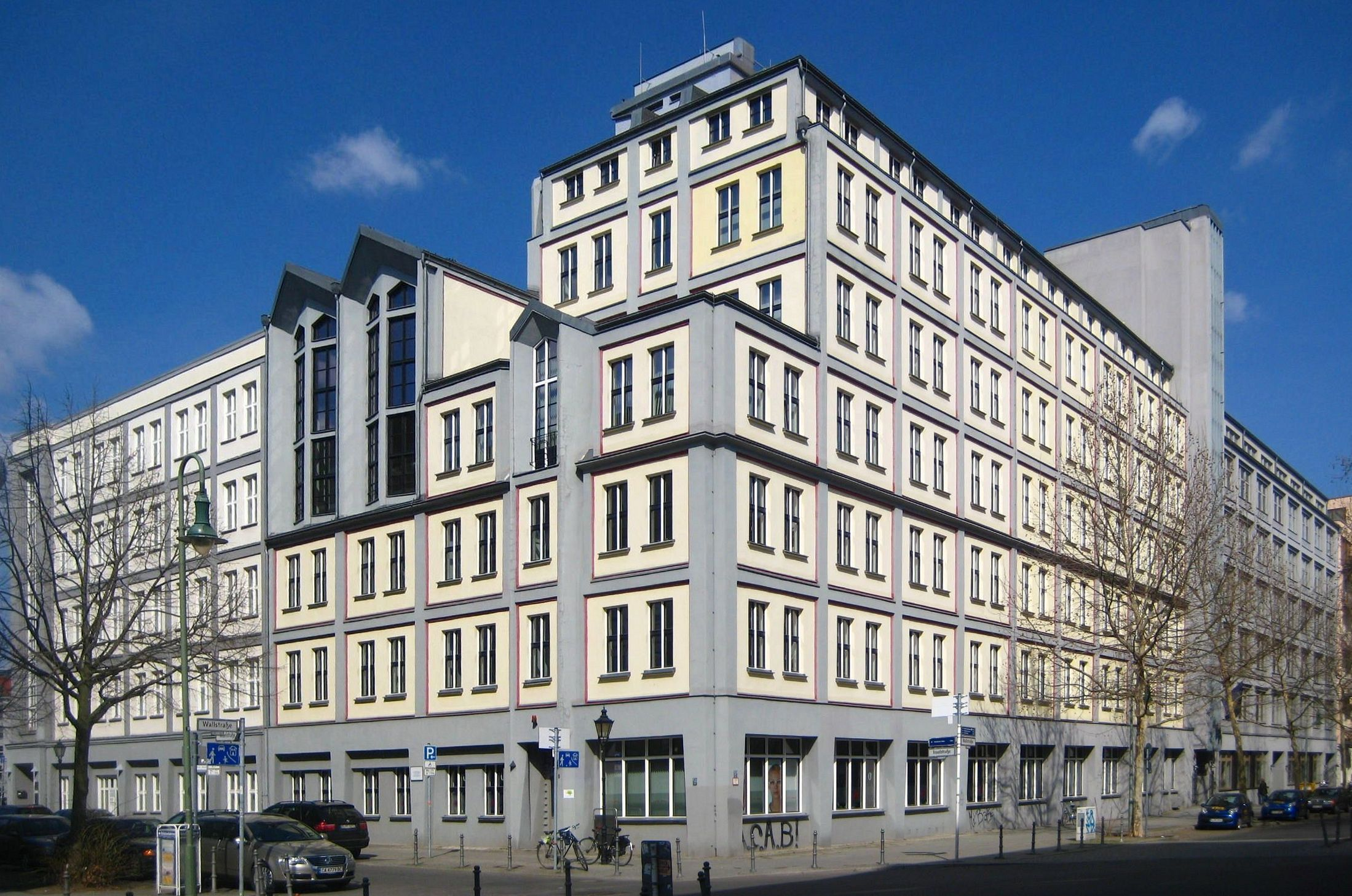
Kosovarische Botschaft in Berlin

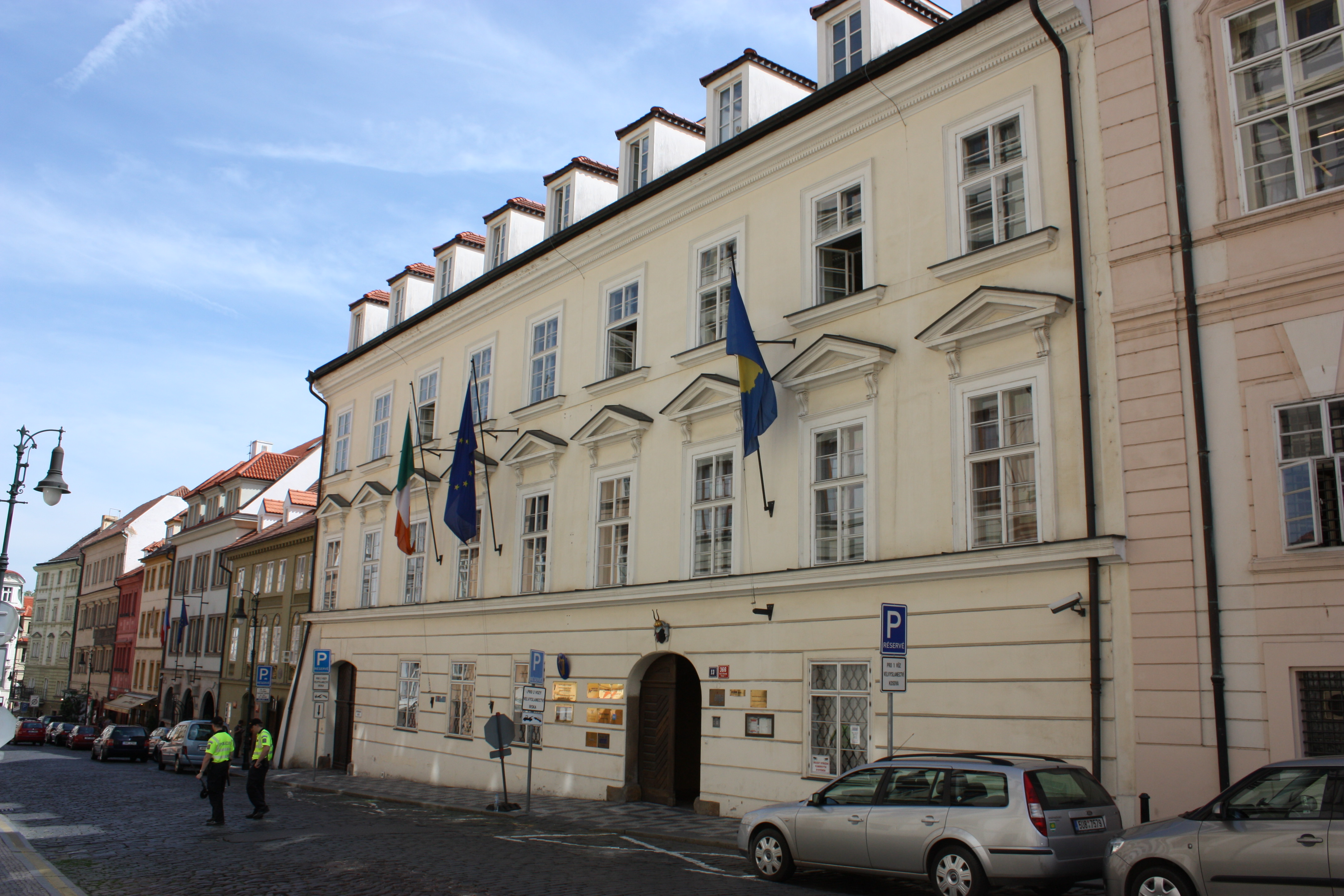
Kosovarische Botschaft in Prag

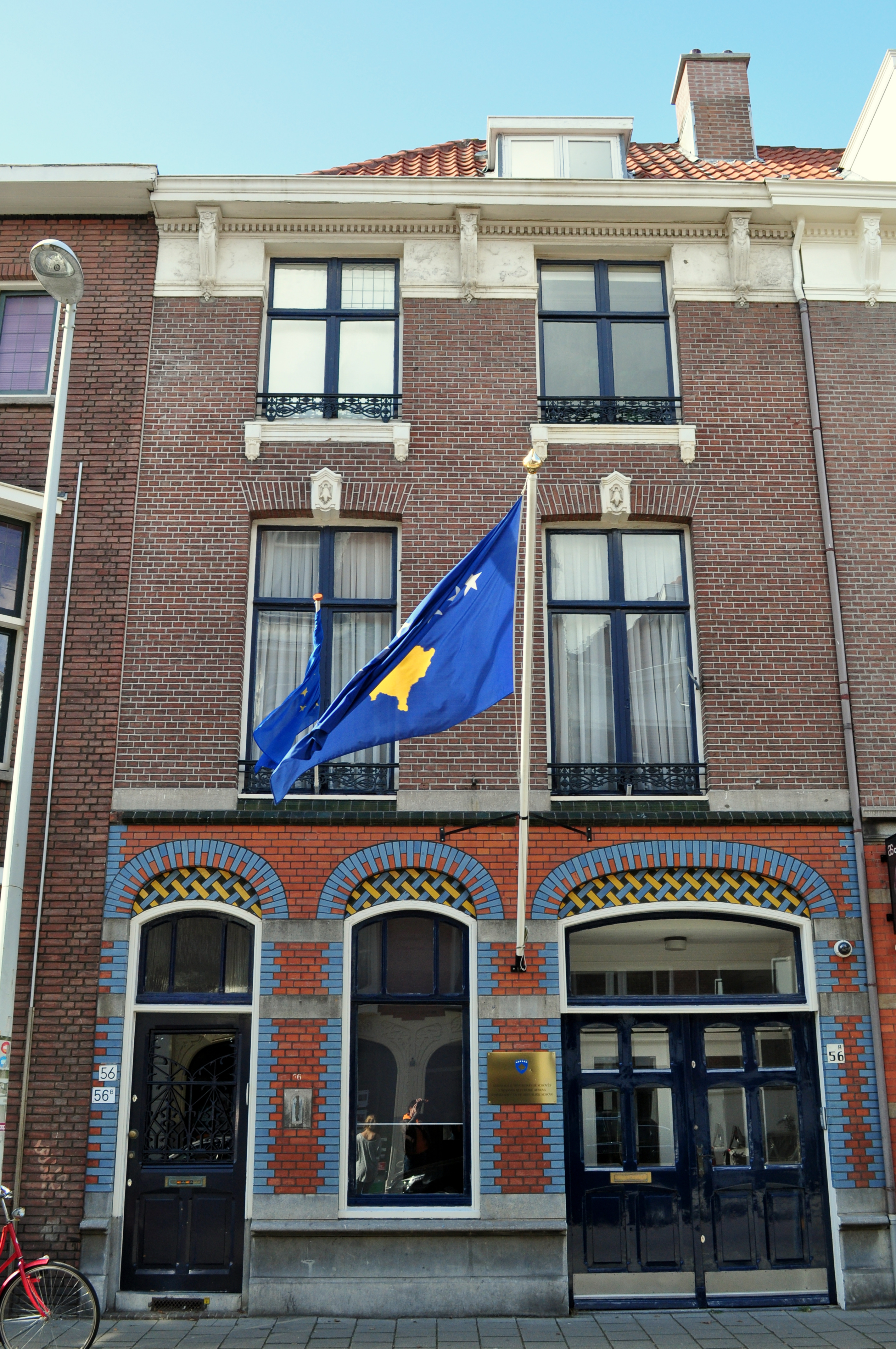
Kosovarische Botschaft in Den Haag

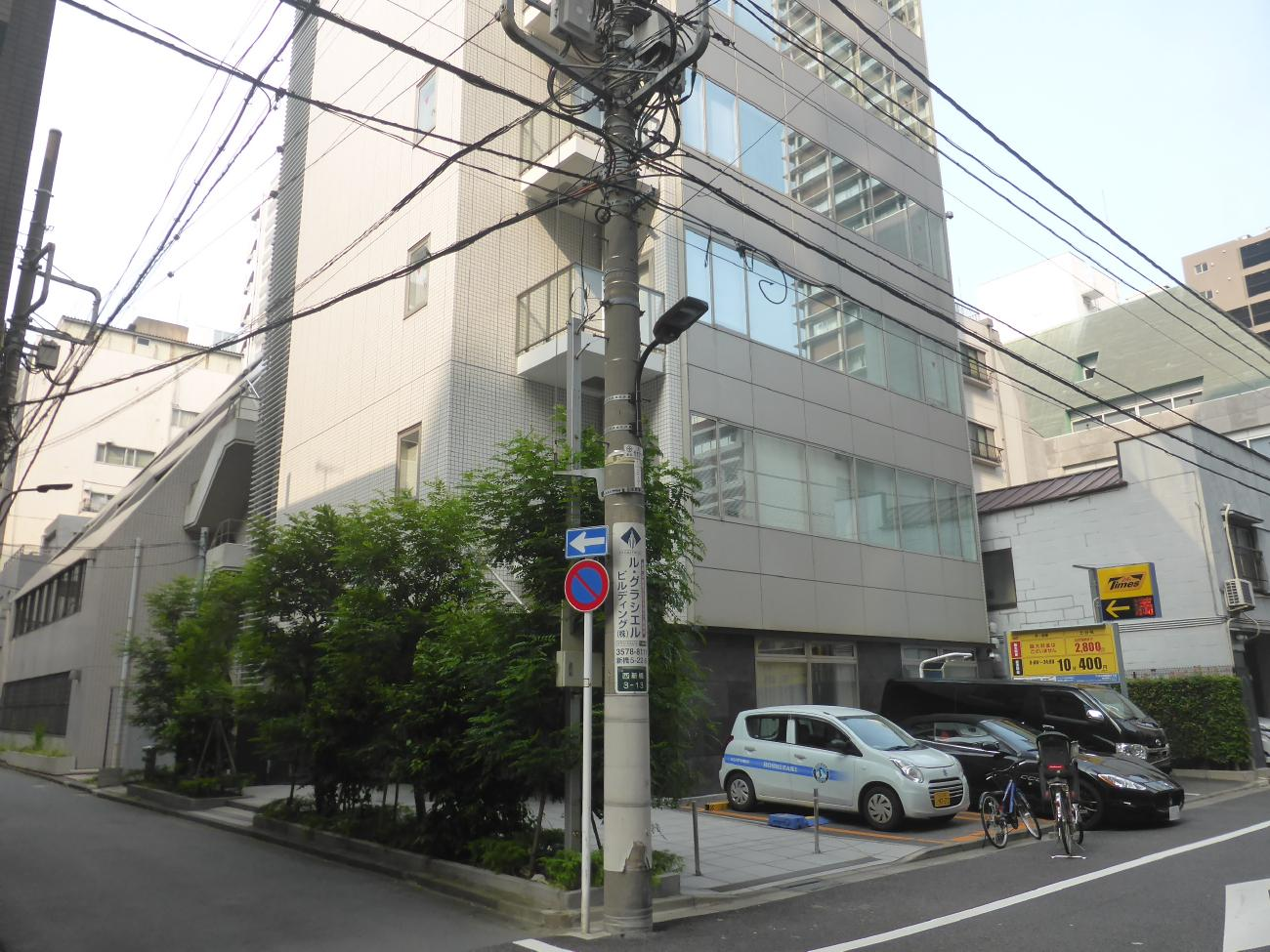
Kosovarische Botschaft in Tokio

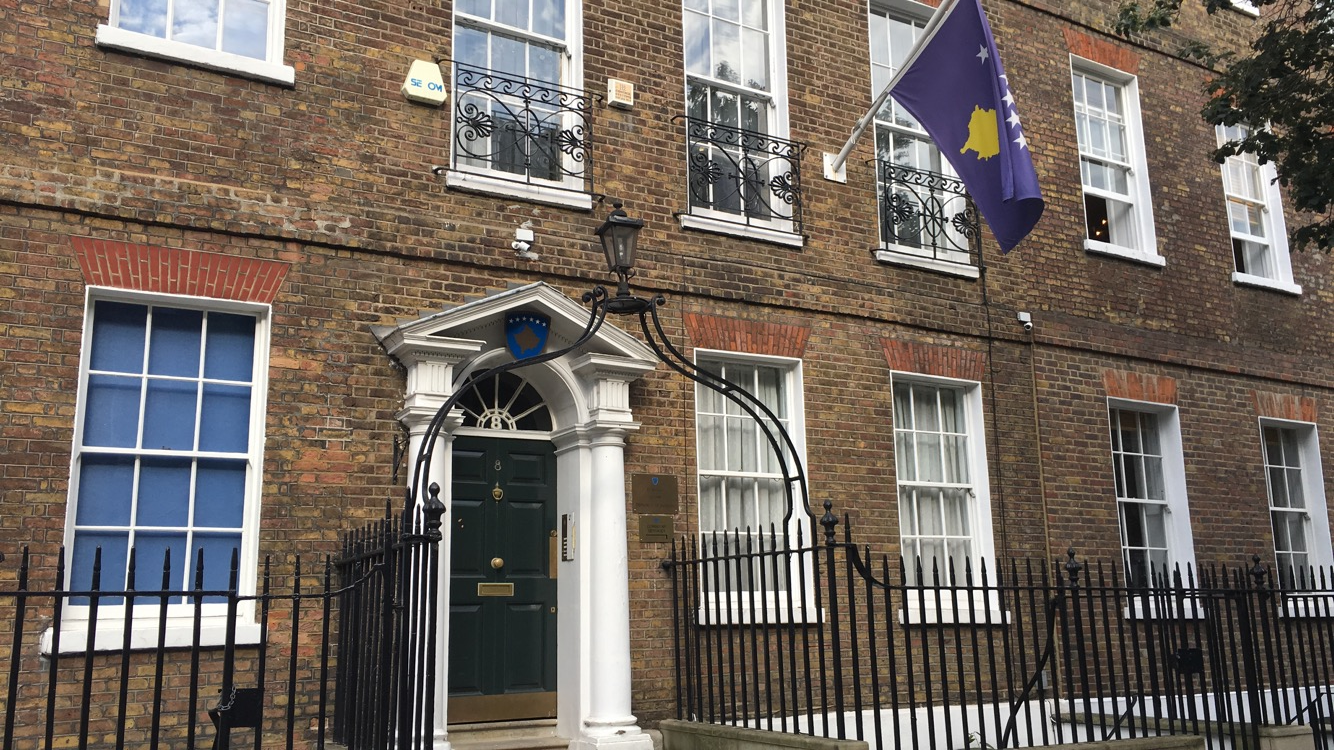
Ehemaliger Sitz der kosovarischen Botschaft in London

### Afrika
- Ägypten: Kairo, Verbindungsbüro
- Senegal: Dakar, Botschaft
- Benin: Cotonou, Honorarkonsulat[2]

### Asien
- Japan: Tokio, Botschaft
- Saudi-Arabien: Riad, Botschaft
- Vereinigte Arabische Emirate: Abu Dhabi, Botschaft
- Katar: Doha, Botschaft[3]
- Thailand: Bangkok, Botschaft[4]
- Bangladesch: Dhaka, Botschaft[5][6]
- Israel: Jerusalem, Botschaft

### Australien und Ozeanien
- Australien: Canberra, Botschaft

### Europa
| - Albanien: Tirana, Botschaft - Belgien: Brüssel, Botschaft - Bulgarien: Sofia, Botschaft - Deutschland: Berlin, Botschaft - Deutschland: München, Generalkonsulat - Deutschland: Hamburg, Generalkonsulat - Deutschland: Frankfurt am Main, Generalkonsulat - Deutschland: Stuttgart, Konsulat - Deutschland: Düsseldorf, Generalkonsulat - Dänemark: Kopenhagen, Generalkonsulat - Finnland: Helsinki, Generalkonsulat - Frankreich: Paris, Botschaft - Frankreich: Straßburg, Generalkonsulat - Italien: Rom, Botschaft - Italien: Mailand, Generalkonsulat - Italien: Bari, Konsulat - Kroatien: Zagreb, Botschaft - Norwegen: Oslo, Botschaft - Nordmazedonien: Skopje, Botschaft - Slowakei: Bratislava, Verbindungsbüro | - Griechenland: Athen, Verbindungsbüro - Montenegro: Podgorica, Botschaft - Niederlande: Den Haag, Botschaft - Österreich: Wien, Botschaft - Portugal: Lissabon, Botschaft - Schweden: Stockholm, Botschaft - Schweiz: Bern, Botschaft - Schweiz: Genf, Generalkonsulat - Schweiz: Zürich, Konsulat - Serbien: Belgrad, Verbindungsbüro - Slowenien: Ljubljana, Botschaft - Tschechien: Prag, Botschaft - Türkei: Ankara, Botschaft - Türkei: Istanbul, Generalkonsulat - Ungarn: Budapest, Botschaft - Vereinigtes Königreich: London, Botschaft - Polen: Warschau, Generalkonsulat - Portugal: Lissabon, Botschaft |

### Nordamerika
| - Kanada: Ottawa, Botschaft - Kanada: Toronto, Konsulat - Panama: Panama-Stadt, Botschaft - Vereinigte Staaten: Washington, D.C., Botschaft | - Vereinigte Staaten: New York, Generalkonsulat - Vereinigte Staaten: Des Moines, Konsulat |